# پگی کارتر
مارگارت "پگی" کارتر یک شخصیت خیالی در کتابهای کمیک آمریکایی منتشر شده توسط مارول کامیکس است. او معشوقه استیو راجرز در جنگ جهانی دوم بوده و معمولاً در کتابهای کاپیتان آمریکا به عنوان شخصیت مکمل نشان داده می‌شود. وی که توسط نویسنده استن لی و تصویرگر جک کربی ساخته شده‌است، برای اولین بار در داستان‌های در حال تعلیق شماره ۷۷ در جنگ جهانی دوم در سکانس‌های گذشته‌نمایی ظاهر شد. او بعداً در کاپیتان آمریکای مدرن بعنوان یکی از اقوام شارون کارتر شناخته می‌شود.
هایلی اتول این شخصیت را در فیلم‌های در دنیای سینمایی مارول نقش آفرینی کرد، که از کاپیتان آمریکا: نخستین انتقام‌جو (۲۰۱۱) شروع شد و در تک برداشت مأمور کارتر، کاپیتان آمریکا: سرباز زمستان (۲۰۱۴)، مجموعه تلویزیونی مأموران شیلد و مامور کارتر، انتقام‌جویان: عصر اولتران (۲۰۱۵)، مرد مورچه‌ای (۲۰۱۵) و انتقام‌جویان: پایان بازی (۲۰۱۹) ادامه داشت. همچنین اتول قرار است نسخه دیگری از این شخصیت به نام کاپیتان بریتانیا در سریال انیمیشنی دنیای سینمایی مارول به نام چه می‌شود اگر … ؟ صداپیشگی کند که قرار است در دیزنی +، که در اواسط سال ۲۰۲۱ پخش بشود.